# Maurice Chevalier

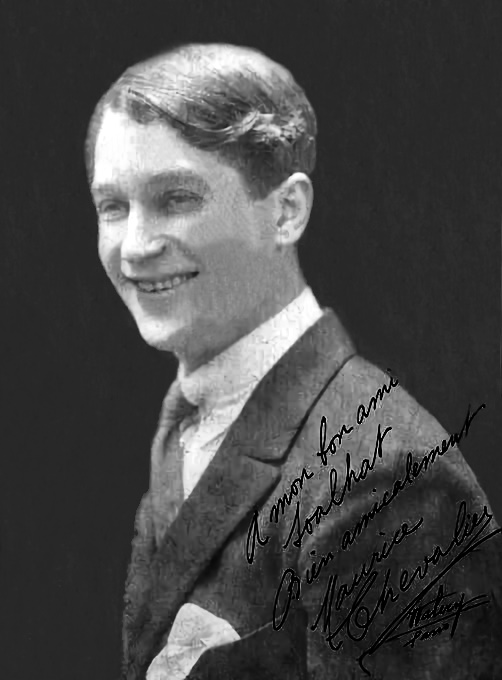
Maurice Chevalier

Maurice Chevalier (Paris, 12 de setembro de 1888 – Paris, 1 de janeiro de 1972) foi um ator, cantor e humorista francês. Chevalier compôs muitas músicas famosas como "Louise", "Mimi" e "Valentine."

## Biografia
Chevalier nasceu em Paris. Ele fez seu nome como uma estrela da comédia musical, aparecendo em público como cantor e dançarino em tenra idade antes de trabalhar em empregos braçais quando adolescente. Em 1909, ele se tornou o parceiro da maior estrela feminina da França na época, Fréhel. Embora o relacionamento deles tenha sido breve, ela garantiu a ele seu primeiro grande compromisso, como mímico e cantor em l'Alcazar em Marselha, pelo qual ele foi aclamado pela crítica de teatro francesa. Em 1917, ele descobriu o jazz e o ragtime e foi para Londres, onde encontrou novo sucesso no Palace Theatre.
Depois disso, ele viajou pelos Estados Unidos, onde conheceu os compositores americanos George Gershwin e Irving Berlin e trouxe a opereta Dédé para a Broadway em 1922. Ele desenvolveu um interesse em atuar e teve sucesso em Dédé. Quando os filmes falados chegaram, ele foi para Hollywood em 1928, onde desempenhou seu primeiro papel americano em Inocentes de Paris. Em 1930, ele foi indicado ao Oscar de Melhor Ator por seus papéis em The Love Parade (1929) e The Big Pond (1930), que garantiu seus primeiros grandes sucessos americanos, "You Brought a New Kind of Love to Me" e "Livin' in the Sunlight, Lovin' in the Moonlight".
Em 1957, ele apareceu em Love in the Afternoon, que foi seu primeiro filme de Hollywood em mais de 20 anos. Em 1958, ele estrelou com Leslie Caron e Louis Jourdan em Gigi. No início dos anos 1960, ele fez oito filmes, incluindo Can-Can em 1960 e Fanny no ano seguinte. Em 1970, ele fez sua contribuição final para a indústria cinematográfica, onde cantou a música-título do filme da Disney The Aristocats. Ele morreu em Paris, em 1º de janeiro de 1972, de complicações de uma tentativa de suicídio.

## Brasil
Em 1951, Maurice Chevalier foi em toda sua vida apenas uma vez ao Brasil. Nessa época, era um dos mais famosos cantores do mundo. Veio especialmente aqui para ser entrevistado na festa de lançamento da TV Tupi do Rio e cantar na inauguração do "Golden Room" do Copacabana Palace. Foi entrevistado pelo jornalista Arnaldo Nogueira, em seu programa Falando Francamente, o primeiro talk-show da TV Brasileira.

## Músicas famosas
- "Le beau gosse" (1908)
- "La madelon de la victoire" (1918)
- "Oh ! Maurice" (1919)
- "Je n'peux pas vivre sans amour" (1921)
- "Dans la vie faut pas s'en faire" (1921)
- "C'est Paris" (1923)
- "Les ananas" (1924)
- "Quand on est deux" (1924)
- "Valentine" (1925)
- "Chacun son truc" (1926)
- "Dites-moi, ma Mère" (1927)
- "Louise" (1929)
- "Paris je t'aime d'amour" (1930)
- "My Love Parade" (1930)
- "(Up On Top Of A Rainbow) Sweepin' The Clouds Away" (1930)
- "You Brought a New Kind of Love to Me" (1930)
- "Living In the Sunlight, Loving In the Moonlight" (1930)
- "My Ideal" (1930)
- "Hello beautiful!" (1931)
- "One hour with you" (1932)
- "Isn't it Romantic" (1932)
- "Mimi" (1932)
- "Oh ! That Mitzi" (1932)
- "Singing a happy song" (1935)
- "Donnez-moi la main" (1935)
- "Quand un Vicomte" (1935)
- "Prosper" (1935)
- "Dupont, Dubois, Durand" (1935)
- "Ma Pomme" (1936)
- "Le Chapeau de Zozo" (1936)
- "Y'a d'la joie" (1937)
- "L'amour est passé près de vous" (1937)
- "Ah ! si vous connaissez ma poule" (1938)
- "Ça s'est passé un Dimanche" (1939)
- "Il pleurait" (1939)
- "Ça fait d'excellents Français" (1939)
- "Appelez ça comme vous voulez" (1939)
- "Mimile" (1939)
- "Paris sera toujours Paris" (1939)
- "Notre Espoir" (1941)
- "Toi… toi… toi…" (1941)
- "Ça sent si bon la France" (1941)
- "La chanson du maçon" (1941)
- "La Marche de Ménilmontant" (1942)
- "La symphonie des semelles en bois" (1942)
- "La fête a Neu-Neu" (1944)
- "Fleur de Paris" (1945)
- "La chanson populaire" (1945)
- "Quai de Bercy" (1946)
- "Place Pigalle" (1946)
- "Folies-Bergère" (1948)
- "Ça va… ça va !" (1948)
- "Mannekin-pis" (1949)
- "C'est fini" (1949)
- "Sur l'Avenue Foch" (1950)
- "L'objet" (1951)
- "Un télégramme" (1952)
- "Quand la bâtiment va…" (1953)
- "Demain j'ai vingt ans" (1954)
- "Deux amoureux sur un banc (1954)
- "Chapeau de paille" (1954)
- "Thank Heaven For Little Girls" (1958)
- "I Remember It Well" (1958)
- "Ah ! Donnez m'en de la chanson" (1961)
- "Enjoy It!" (1962)
- "Le twist du canotier" (1962)
- "Jolies mômes de mon quartier" (1962)
- "Moi, avec une chanson" (1962)
- "Au Revoir" (1965)
- "Le sous-marin vert" (1966)
- "Sourire aux lèvres" (1966)
- "I'm gonna shine today" (1967)
- "Joi De Vivre" (1967)
- "The Aristocats" (1970)

## Filmografia selecionada
- Par habitude (1911)
- Gonzague (1923) – Gonzague / Maurice
- Bad Boy (1923) – Le mauvais garçon
- Jim Bougne, boxeur (1923) – Maurice
- L'affaire de la rue de Lourcine (1923) – Lenglené
- Hello New York! (1928) – Himself
- Innocents of Paris (1929) – Maurice Marney
- The Love Parade (1929) – Count Alfred Renard
- Paramount on parade (1930) – Himself
- Paramount on Parade (1930) – Apache – Episódio 'Origem dos Apaches' / 'Park in Paris' / Final
- The Big Pond (1930) – Pierre Mirande
- La grande mare (1930) – Pierre Mirande
- Playboy of Paris (1930) – Albert Loriflan
- Paramount en parade (1930)
- The Little Cafe (1931) – Albert Lorifian
- The Smiling Lieutenant (1931) – Lt. Nikolaus 'Niki' von Preyn
- Monkey Business (1931) – Ele mesmo (voz, não creditado)
- One Hour with You (1932) – Dr. Andre Bertier
- Make Me a Star (1932) – Ele mesmo (não creditado)
- Love Me Tonight (1932) – Maurice
- A Bedtime Story (1933) – Monsieur Rene
- The Way to Love (1933) – François
- L'amour guide (1933) – François
- The Merry Widow (1934) – Prince Danilo
- La Veuve joyeuse (1935) – Danilo
- Folies Bergère de Paris (1935) – Eugene Charlier / Baron Fernand Cassini
- The Beloved Vagabond (1936) – Gaston de Nerac 'Paragot'
- With a Smile (1936) – Victor Larnois
- The Man of the Hour (1937) – Alfred Boulard / Ele mesmo
- Break the News (1938) – François Verrier
- Personal Column (1939) – Robert Fleury
- Man About Town (1947) – Emile Clément
- The King (1949) – The King Jean IV de Cerdagne
- Just Me (1950) – Maurice Vallier dit 'Ma Pomme'
- Jouons le jeu (1952) – Himself
- Hit Parade (1953) – Himself – Singer
- 100 Years of Love (1954) – Massimo (segmento "Amore 1954")
- My Seven Little Sins (1954) – Comte André de Courvallon
- Love in the Afternoon (1957) – Claude Chavasse
- Gigi (1958) – Honoré Lachaille
- Count Your Blessings (1959) – Duc de St. Cloud
- Can-Can (1960) – Paul Barriere
- A Breath of Scandal (1960) – Prince Philip
- Pepe (1960) – Maurice Chevalier
- Fanny (1961) – Panisse
- Black Tights (1961) – Ele mesmo
- Jessica (1962) – Father Antonio
- In Search of the Castaways (1962) – Jacques Paganel
- A New Kind of Love (1963) – Maurice Chevalier
- Panic Button (1964) – Philippe Fontaine
- I'd Rather Be Rich (1964) – Philip Dulaine
- La chance et l'amour (1964) – Ele mesmo (segmento "Les interviews-vérités")
- Monkeys, Go Home! (1967) – Father Sylvain (último papel no cinema)
- Aristocats (1970) - Canção tema